# Adriano de Vignacourt
Adriano de Vignancourt / Adrien de Wignacourt (Francia, 1618-Malta, 1697) fue el 63.er  Gran maestre de la Orden de Malta, sobrino del también maestre Alof de Wignacourt.
Sus restos descansan en la Concatedral de San Juan (La Valeta).